# Naval Station Great Lakes
A Naval Station Great Lakes (NAVSTA Great Lakes) abriga o único campo de treinamento da Marinha dos Estados Unidos, localizada perto de North Chicago, no Condado de Lake, Illinois. Comandos de "hóspedes" importantes incluem o Comando de Treinamento de Recrutamento, o Centro de Suporte de Treinamento e o Distrito de Recrutamento da Marinha de Chicago. A Naval Station Great Lakes é a maior instalação militar de Illinois e a maior estação de treinamento da Marinha. A base tem 1.153 edifícios situados em 1.628 acres (6,59 km2) e 69 milhas (111 km) de estradas para fornecer acesso às instalações da base. Dentro do serviço naval, tem vários apelidos diferentes, incluindo "The Quarterdeck of the Navy" ("O Quarterdeck da Marinha"), 
 
ou o mais depreciativo "Great Mistakes" ("Grandes Erros"). 

Os 39 edifícios originais construídos entre 1905 e 1911 foram projetados por Jarvis Hunt. 

A base é como uma pequena cidade, com corpo de bombeiros, Força de Segurança Naval (Polícia) e departamento de obras públicas próprios.
Um dos marcos da área é o Edifício 1, também conhecido como "the clocktower building" "edifício da torre do relógio". Concluído em 1911, o edifício é feito de tijolos vermelhos e possui uma torre no terceiro andar do edifício. A grande praça em frente ao prédio da administração se chama "Ross Field".